# Carrosserie Pourtout

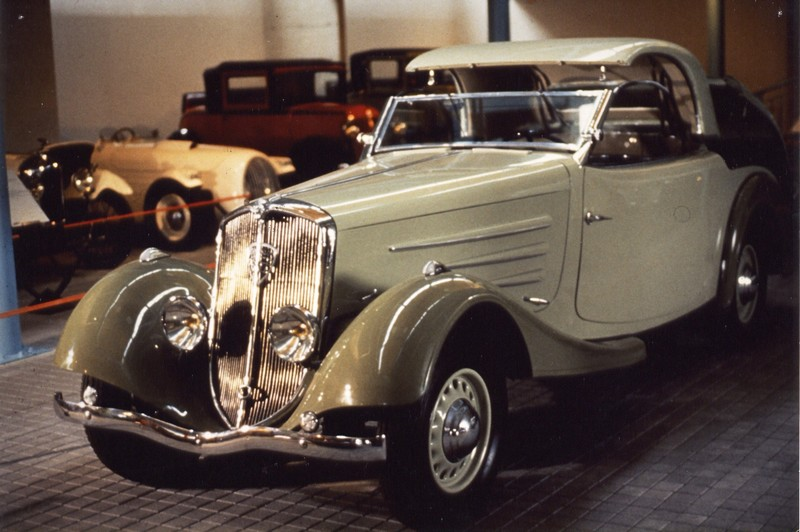
Peugeot 601 Eclipse med Pourtout-kaross.

Carrosserie Pourtout är en fransk karossmakare med verksamhet i Rueil-Malmaison.
Företaget startades 1925 av Marcel Pourtout. Under trettiotalet byggde man specialkarosser till franska lyxbilar som Bugatti, Delage, Delahaye, Talbot-Lago och Voisin. Tillsammans med designern Georges Paulin och Peugeot-försäljaren Emile Darl’mat utvecklade Pourtout ett fällbart plåttak. Karossen, kallad Eclipse, debuterade på en Peugeot 601 1935. Eclipse-karosser byggdes till flera Peugeot-modeller, men även andra märken.
Pourtout lämnade bilbyggarbranschen i början av femtiotalet, men företaget lever kvar idag som reparationsverkstad.